# Combat du Château-Jaume
Chouannerie
Batailles
Le combat du Château-Jaume a lieu le 7 septembre 1799 pendant la Chouannerie.

## Déroulement
Le 7 septembre, dans la forêt de Fougères, au Château-Jaume, en Landéan, un détachement républicain de dix-huit gardes nationaux de La Bazouge-du-Désert et trois soldats du cantonnement de Pom-Dom-Guérin, est surpris par les Chouans, estimés par les autorités, à deux cents hommes. Quatre républicains sont tués, dont Félix Le Fizelier, commandant de la garde nationale de La Bazouge-du-Désert,
.
En représailles, le 9 septembre, l'administration centrale frappe la commune de Landéan d'une amende 6 000 francs : « Considérant que la commune de Landéan a été constamment le repaire de la chouannerie ; que les habitants de cette détestable commune n'ont cessé de faire partie de rassemblements contre-révolutionnaires et d'en favoriser l'action par tous les moyens qui pouvaient dépendre d'eux ».